# Kerncentrale Ringhals
Kerncentrale Ringhals in Varberg in de provincie Hallands län, 60 kilometer ten zuiden van Göteborg, heeft vier kernreactoren en is daarmee de grootste kernenergiecentrale van Scandinavië.
In Zweden komt ruim 40% van de elektriciteitsproductie van kernenergie, waarvan ongeveer één vijfde door kerncentrale Ringhals wordt geproduceerd. De centrale heeft één kokendwaterreactor, gebouwd door ASEA-Atom met een vermogen van 865 Megawatt (MW). De drie andere zijn drukwaterreactoren en gebouwd door Westinghouse.
| Reactorblok  | Reactortype        | Vermogen | Gemiddeld jaarlijkse productie | Begin bouw | In bedrijf sinds | Buiten dienst |
| ------------ | ------------------ | -------- | ------------------------------ | ---------- | ---------------- | ------------- |
| Ringhals - 1 | kokendwaterreactor | 865 MW   | 5100 GWh                       | 1969       | 1976             | 2020          |
| Ringhals - 2 | drukwaterreactor   | 865 MW   | 5900 GWh                       | 1970       | 1975             | 2019          |
| Ringhals - 3 | drukwaterreactor   | 1047 MW  | 6900 GWh                       | 1972       | 1981             |               |
| Ringhals - 4 | drukwaterreactor   | 940 MW   | 6700 GWh                       | 1973       | 1983             |               |